# Dzwonek pasterski

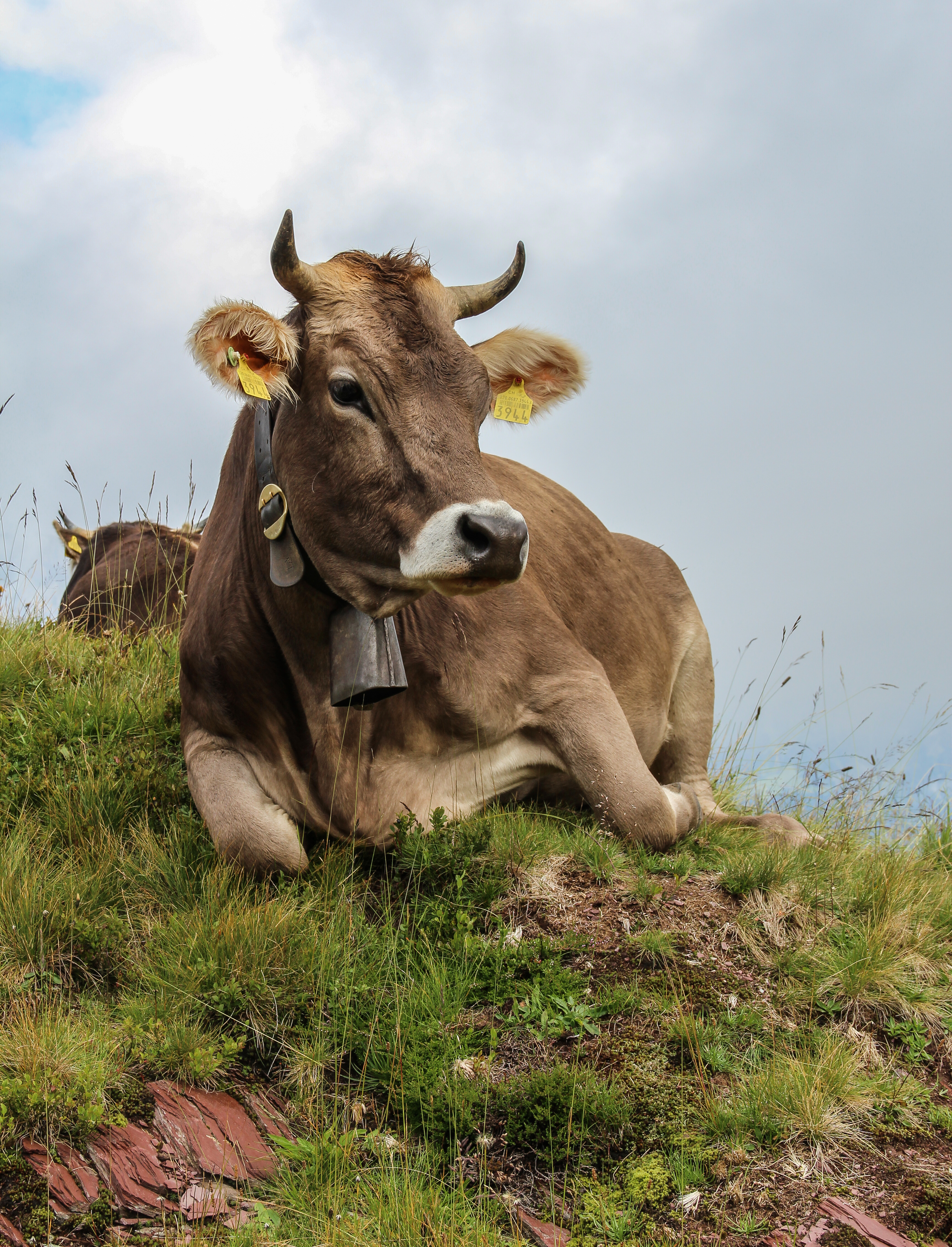
Krowa rasy brązowej szwajcarskiej z krowim dzwonkiem u szyi (2011)

Dzwonek pasterski – dzwonek noszony przez bydło domowe i inne zwierzęta gospodarskie wypasane stadnie (owce, kozy, konie, lamy, renifery) w celu łatwej ich lokalizacji na rozległych pastwiskach i halach.

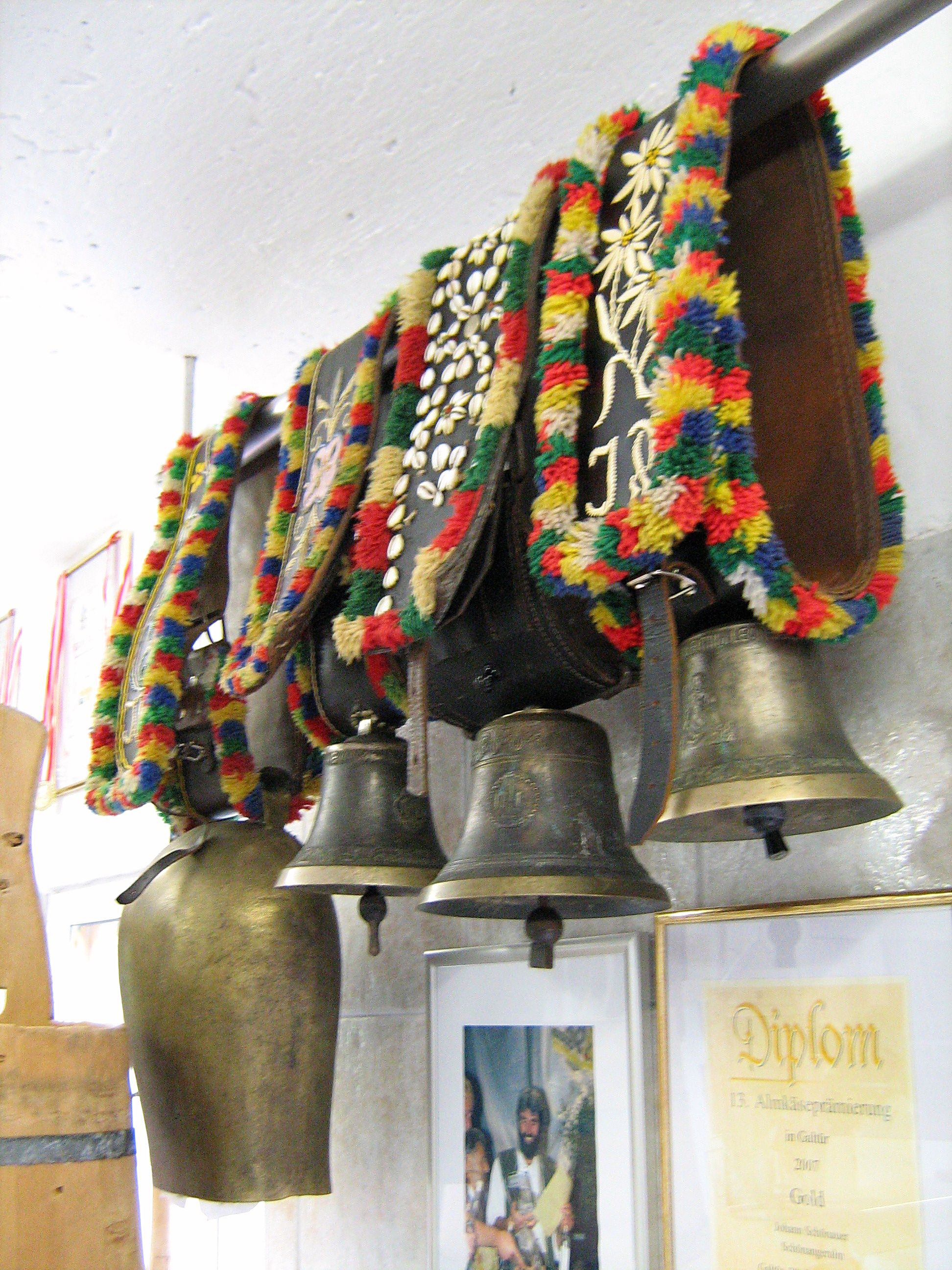
Dzwonki pasterskie (Austria)

## Rodzaje i zastosowanie
Dzwonki pasterskie są rozpowszechnione na wszystkich zamieszkałych kontynentach. Wykonuje się je z żelaza, brązu, miedzi, mosiądzu lub stali. Cięższe są odlewane, lżejsze zrobione z kutej blachy. Sposób ich wytwarzania i zdobnictwa różni się w zależności od regionu i ma ścisły związek z lokalną tradycją.
Dzwonki mają zazwyczaj kształt spłaszczonego trapezu, cylindra lub odwróconego kielicha, wewnątrz którego umieszczony jest poruszający się swobodnie klaper (serce dzwonu). W Szwajcarii rozpowszechnione są dwa ich rodzaje: ciężkie odlewane dzwony w kształcie rozszerzającego się u dołu kielicha (niem. Glocken) oraz lżejsze (als. Trycheln lub Treicheln), kute w kształcie zwężającego się ku dołowi trapezu. W obu przypadkach istnieje duża różnorodność ich rozmiarów, od 5 do nawet 50 cm wysokości.
We Francji dominują dzwonki w kształcie trapezu i walca, nazywane w zależności od regionu: dzwon (fr. cloche), dzwonek (fr. sonnaille) lub hełm (fr. casque). Występują w kilku odmianach różniących się kształtem, wielkością i brzmieniem: „Chamonix”, „bagne”, „toupin”, „sonnette”. Dzwonki w kształcie kielicha nazywane są „la Suisse”.
W Australii dzwonki dla zwierząt przestały był produkowane na początku XX wieku i współcześnie są głównie przedmiotem kolekcjonerstwa. Dominują żelazne dzwonki z kutej blachy, w kilku odmianach kształtów: najbardziej charakterystyczna dla Australii „Condamine” oraz „Kentucky”, „Texas”, „Pot”, „Clucket” i „Canister”. Australijskie dzwonki pasterskie mają też nazwy charakteryzujące ich wielkość i brzmienie (kojarzące się z dźwiękiem wydawanym przez żyjące w Australii żaby). Największe z nich nazwano „Bull Frog”, średnie „Swamp Frog”, a małe „Tree Frog”.
Na Słowacji, na terenach karpackich, gdzie pasterstwo było w większości podstawą gospodarki chłopskiej, używanie dzwonków było powszechne. Stosowano małe dzwonki dla owiec oraz większe dzwonki dla krów i koni. Te pierwsze (słow. plecháče) wykonywano technikami kowalskimi z blachy, te drugie - również jako odlewane z żelaza lub spiżu (słow. spiežovce). Rzemiosło, związane z ich wykonywaniem (słow. zvonkárstvo), rozwinęło się najbardziej w wiekach XVIII i XIX. Blaszane plecháče produkowali wiejscy kowale, a także zręczniejsi pasterze w okresie zimy, zwłaszcza na Pohroniu, Poważu, Podpolaniu, w Turcu, na Orawie, Liptowie, Spiszu i w Gemerze. Dzwonki odlewane często sprowadzano z Węgier (tzw. Dolnej Ziemi) a nawet Niemiec. Kolekcję ok. 2 tys. dzwonków posiada Mikuláš Gigac ze wsi Šumiac u podnóży Niżnych Tatr.

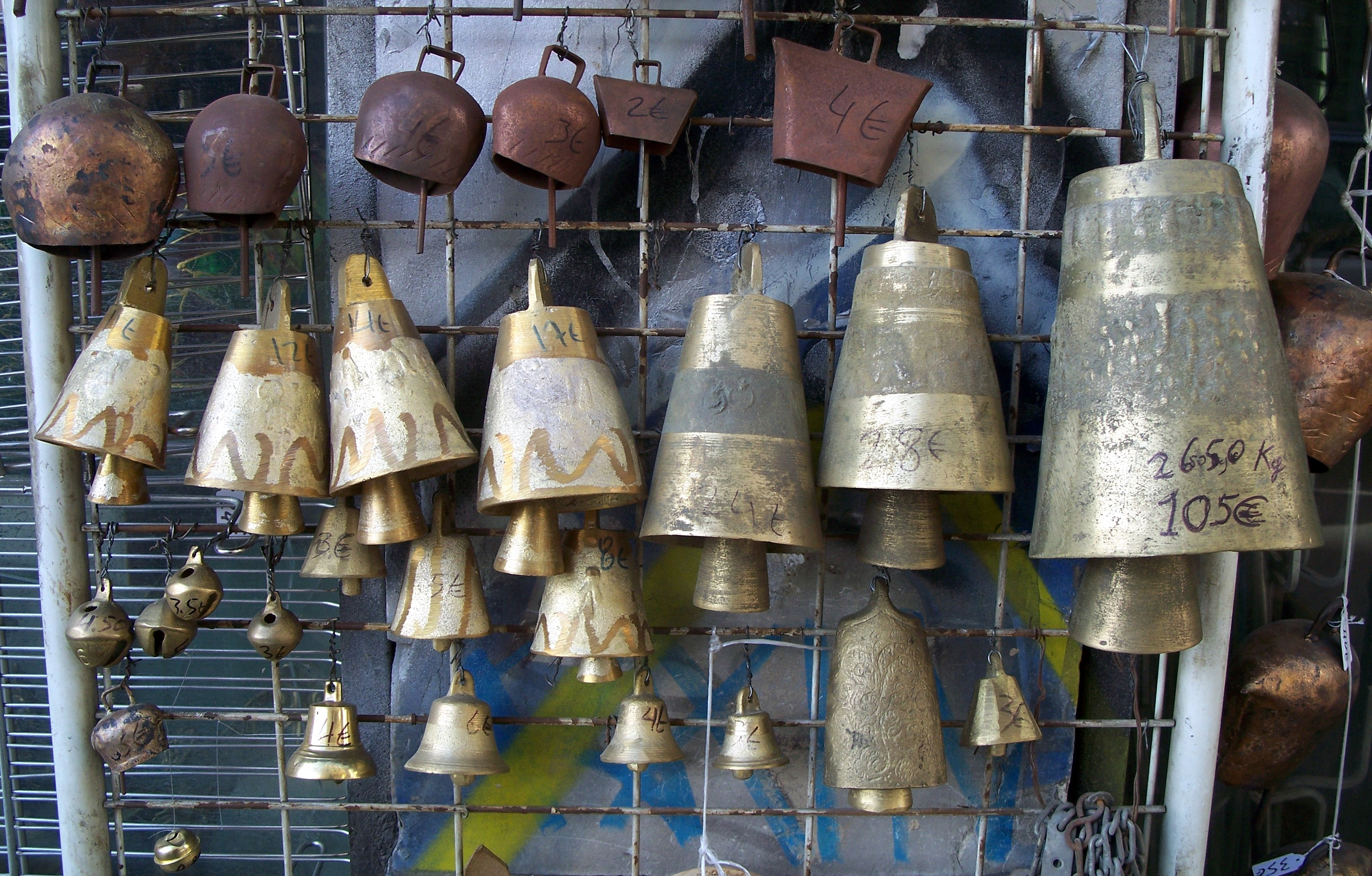
Dzwonki pasterskie (Grecja)

Nośność i czystość dźwięku zależy od wielkości wylotu dzwonka, materiału z którego został zrobiony oraz jakości spojenia. Najdźwięczniej i najdonośniej brzmią te odlane ze stali i z mosiądzu, kształtem przypominające kościelne dzwony. Dźwięk dzwonków kutych z żelaznej blachy jest przytłumiony i grzechoczący z powodu niezbyt precyzyjnego spojenia (spawanie, sklepanie) oraz często spłaszczonego kształtu. Z racji rzemieślniczego sposobu wykonania, każdy dzwonek ma niepowtarzalny kształt i brzmienie, choć ich rodzaje i odmiany wykazują dość duże wspólne podobieństwo, mimo że zasadniczo nie są strojone. Hodowcy wykorzystują te cechy dzwonków pasterskich oznaczając nimi wybrane grupy zwierząt (np. samice w ciąży i z młodymi). Dzwonki pomagają również w indywidualnej identyfikacji każdego zwierzęcia. Zdaniem francuskich pasterzy cielęta rozpoznają matkę po dźwięku dzwonka, dlatego ich krowy przez całe życie noszą ten sam dzwonek.
Dzwonek przymocowuje się do szyi zwierzęcia za pomocą szerokiej obroży. W regionie alpejskim obroże są najczęściej skórzane (łączone klamrą lub śrubami), w południowej Francji – tradycyjnie drewniane, malowane w ludowe wzory. Używane są także obroże z podgumowanego płótna (w Hiszpanii), z szerokiej taśmy parcianej lub nylonowej oraz ze zwykłego powrozu.
Dzwonki noszone są nie tylko przez pasące się zwierzęta. W Azji zakłada się je także pracującym osłom, wielbłądom i słoniom, a nawet indykom. W Hiszpanii małe dzwonki przytwierdzane są do obroży psów pasterskich pilnujących stada.
W 2015 roku wyrób dzwonków pasterskich w Portugalii wpisany został na listę niematerialnego dziedzictwa kulturowego wymagającego pilnej ochrony.

## Tradycja

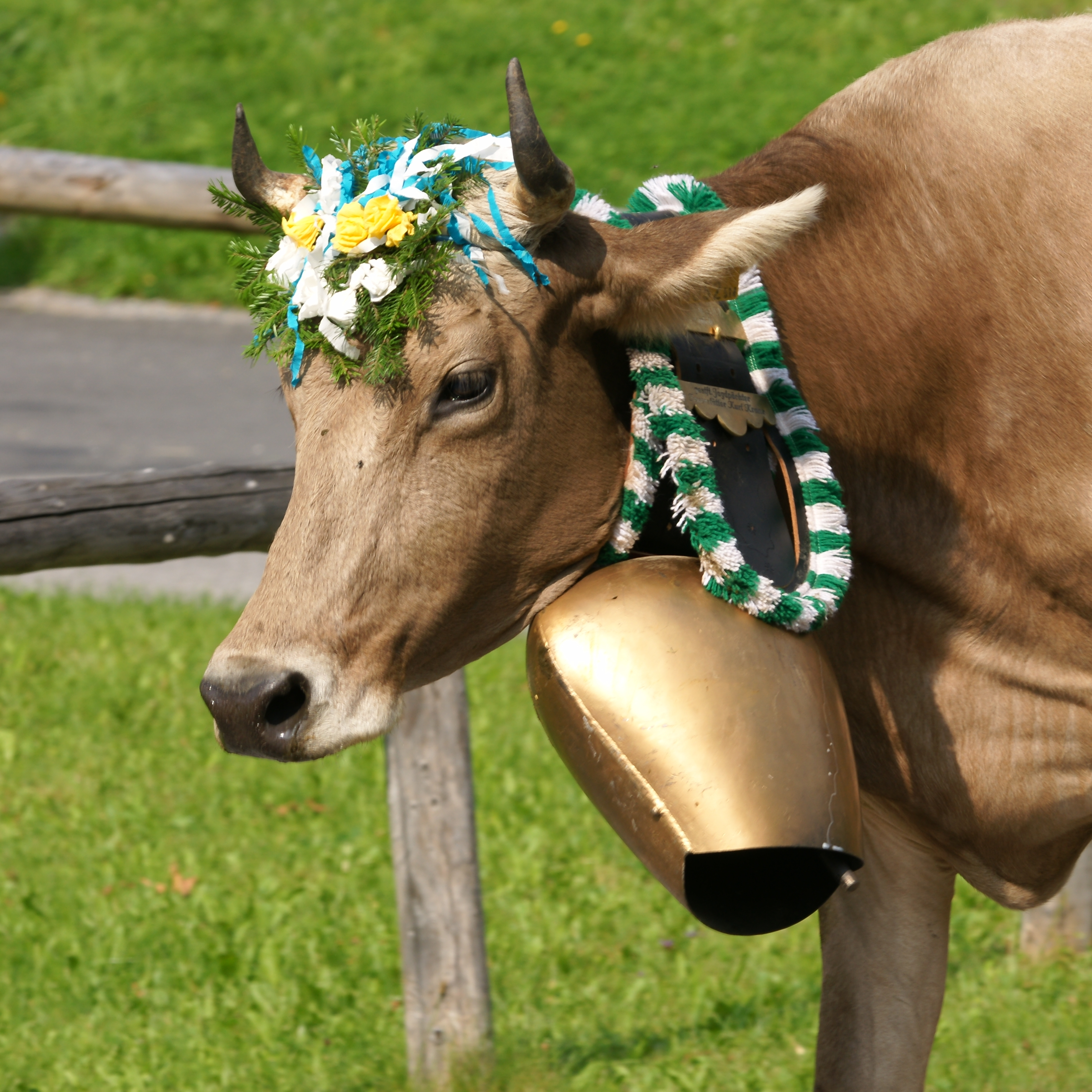
Krowa podczas ceremonialnego pochodu

W regionach Alp i Pirenejów każdego roku na przełomie kwietnia i maja odbywają się wiosenne spędy, głównie bydła, owiec i kóz. Zwierzęta prowadzone są na letnie pastwiska na górskich halach i pozostają tam przez całe lato. We wrześniu wracają w doliny (spęd jesienny). Ta stosowana od wieków transhumancja obrosła w ceremoniał kultywowany do dziś, głównie jako atrakcja turystyczna, w ramach promocji regionu. Uroczystym pochodom zwierząt i pasterzy często towarzyszą festyny w mijanych miejscowościach. Zwierzęta przyozdabiane są wieńcami z kwiatów (Szwajcaria) lub kolorowymi pomponami (Francja), mają zakładane specjalne ceremonialne dzwony zawieszane na bogato zdobionych obrożach lub wymyślnych chomątach (np. kozły we Francji). Ich dźwięk słychać w górach czasem nawet kilka godzin przed przybyciem stada. Każde zwierzę otrzymuje dzwonek stosowny do swojej pozycji w stadzie, doświadczenia oraz siły i możliwości dźwigania dużego ciężkiego dzwonu podczas uroczystej parady. W Szwajcarii najbardziej mlekodajne krowy wyróżniane są ogromnymi dzwonami niemal półmetrowej wysokości i ważącymi ponad 5 kg. Tradycja nakazuje by na ostatnim kilometrze wiosennego spędu pasterze uwalniali krowy od tego ciężaru i sami na własnych barkach zanieśli dzwony do letnich górskich szałasów.

## Kontrowersje

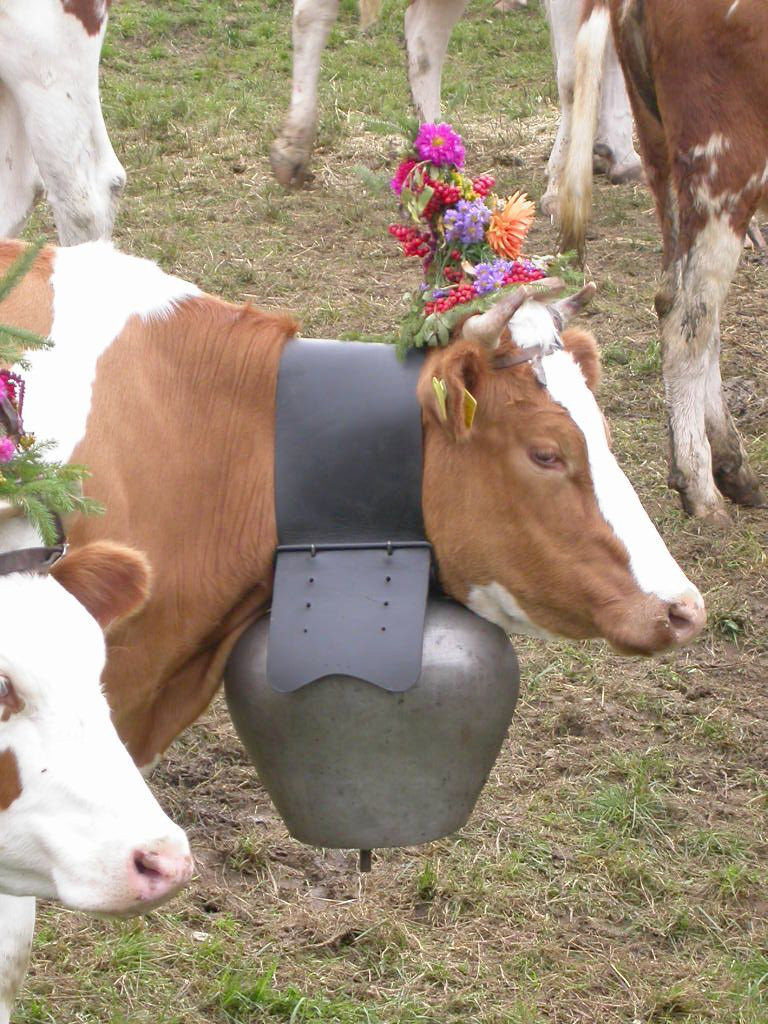
Ceremonialny dzwon pasterski

W 2014 szwajcarscy naukowcy z Politechniki Federalnej w Zurychu przeprowadzili badanie, które dowiodło, że dzwonki pasterskie mogą uszkadzać słuch i negatywnie zmieniać nawyki żywieniowe u noszących je krów. Wielomiesięcznemu badaniu zostało poddane ponad 100 krów z 25 gospodarstw położonych na terenie całej Szwajcarii. Krowom zawieszono duże dzwony ważące 5,5 kg i monitorowano ich aktywność, ruchy głowy, reakcje na dźwięki oraz zachowanie podczas jedzenia i przeżuwania. Okazało się, że dzwony powodują hałas o natężeniu do 113 decybeli (porównywalny z hałasem wywoływanym przez piłę łańcuchową lub młot pneumatyczny), który znacznie przekracza dopuszczalny dla człowieka limit wynoszący 85 dB (a krowy mają słuch bardziej wrażliwy niż ludzie). Po eksperymencie niektóre z badanych krów nie reagowały na dźwięk, co mogło wskazywać na osłabienie lub utratę słuchu. Postawiono też tezę, że tysiące krów narażonych na nieustanny hałas powodowany pasterskimi dzwonkami, mogą cierpieć na nieodwracalną głuchotę. Badanie wykazało także, że noszące dzwony zwierzęta mniej jadły i krócej przeżuwały, aczkolwiek nie ustalono jednoznacznie czy przyczyną tego był ciężar dzwonu czy wytwarzany przezeń hałas. Naukowcy, popierani przez szwajcarskich i niemieckich aktywistów walczących o prawa zwierząt, wskazali hodowcom, że współcześnie istnieją dużo lepsze metody lokalizacji zwierząt niż dzwonki pasterskie, chociażby chipy z GPS-em aktywowanym smartfonem. Hodowcy bydła kontrargumentowali, że użyte w eksperymencie ciężkie dzwony to w rzeczywistości dzwony ceremonialne, noszone przez krowy przez jeden tylko dzień w roku, że częste zaniki sygnału GPS w odległych obszarach górskich uniemożliwiają jego skuteczne stosowanie, a kampania przeciw pasterskim dzwonkom uderza w ich tradycję i dziedzictwo kulturowe.

## Galeria

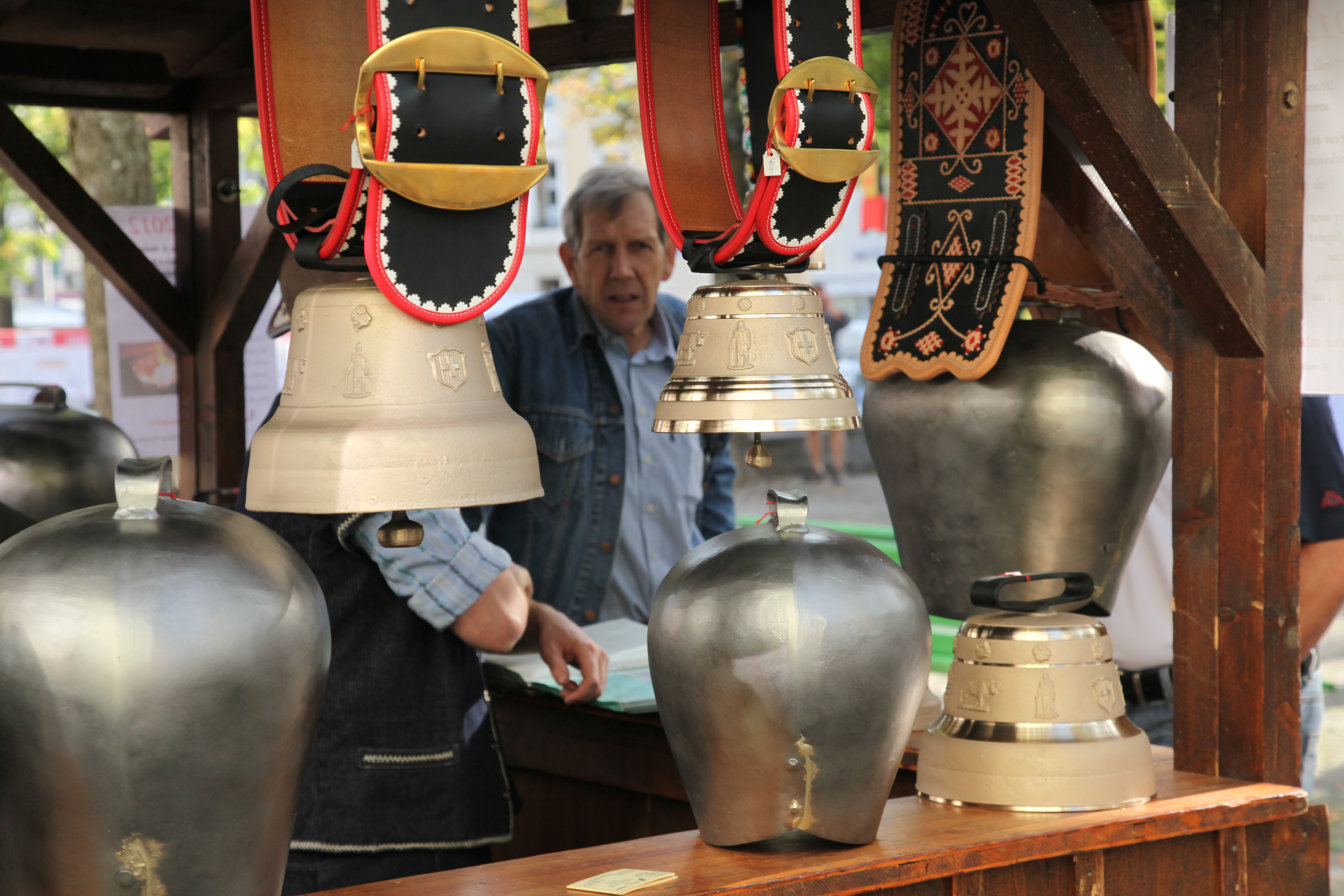
Dzwonki pasterskie – Glocken i Trycheln (Szwajcaria)
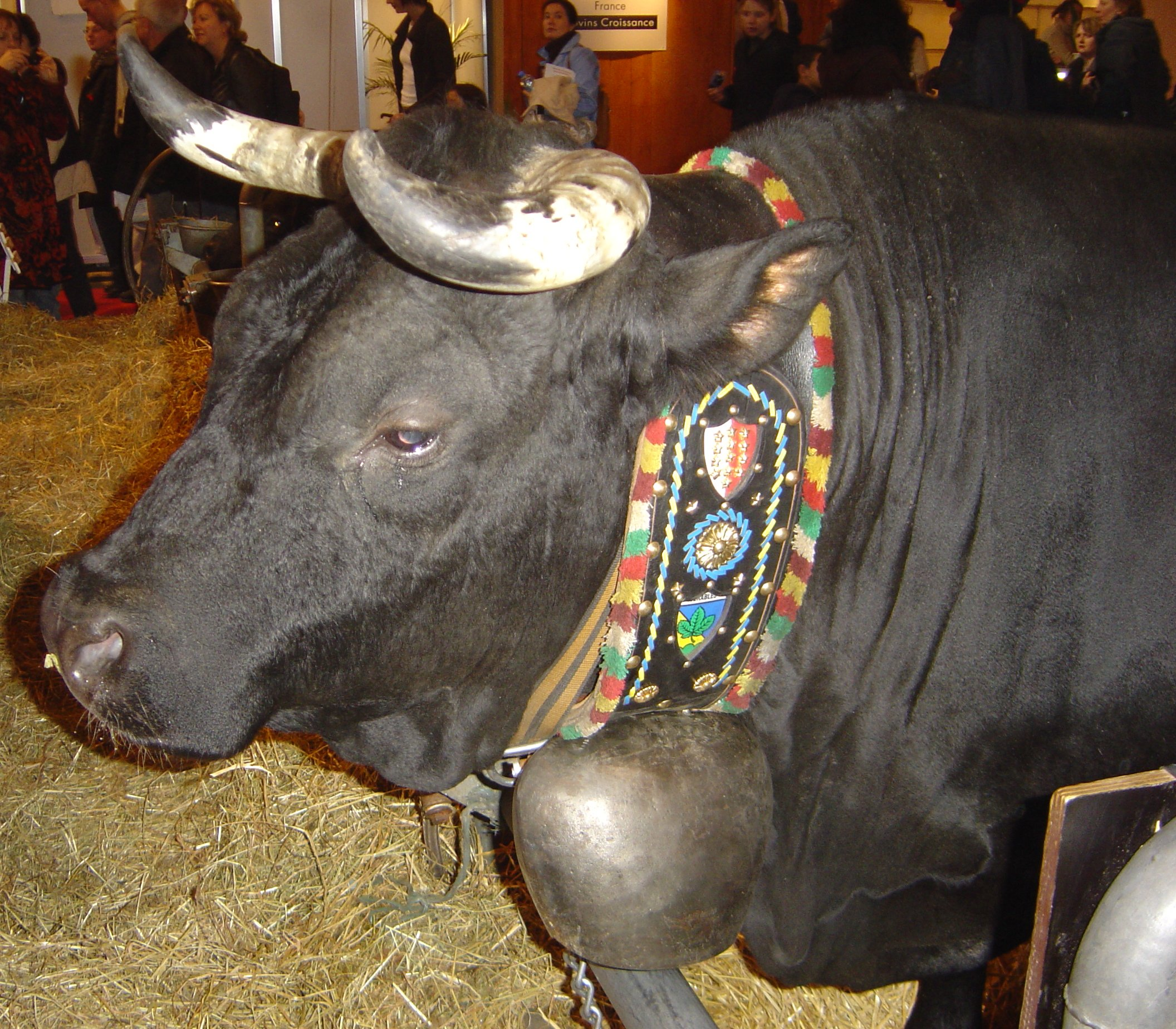
Dzwonek na ozdobnej skórzanej obroży
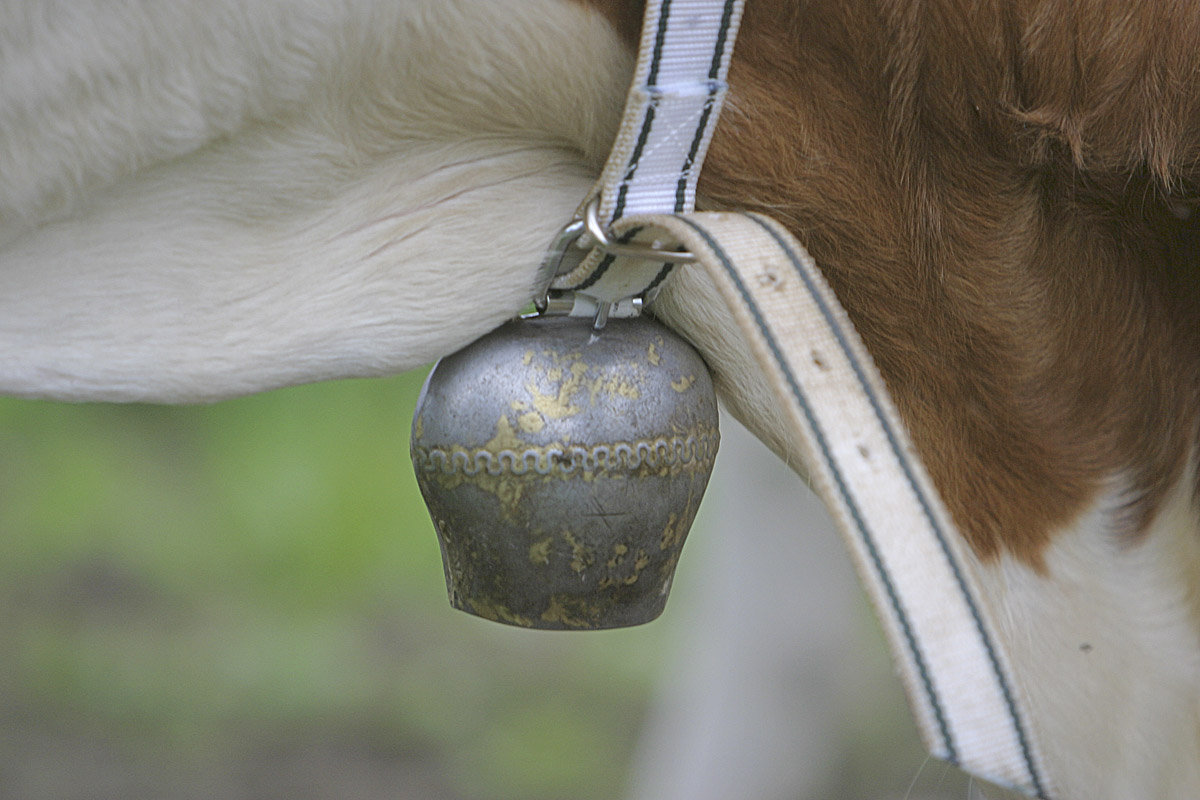
Dzwonek na obroży z nylonowej taśmy
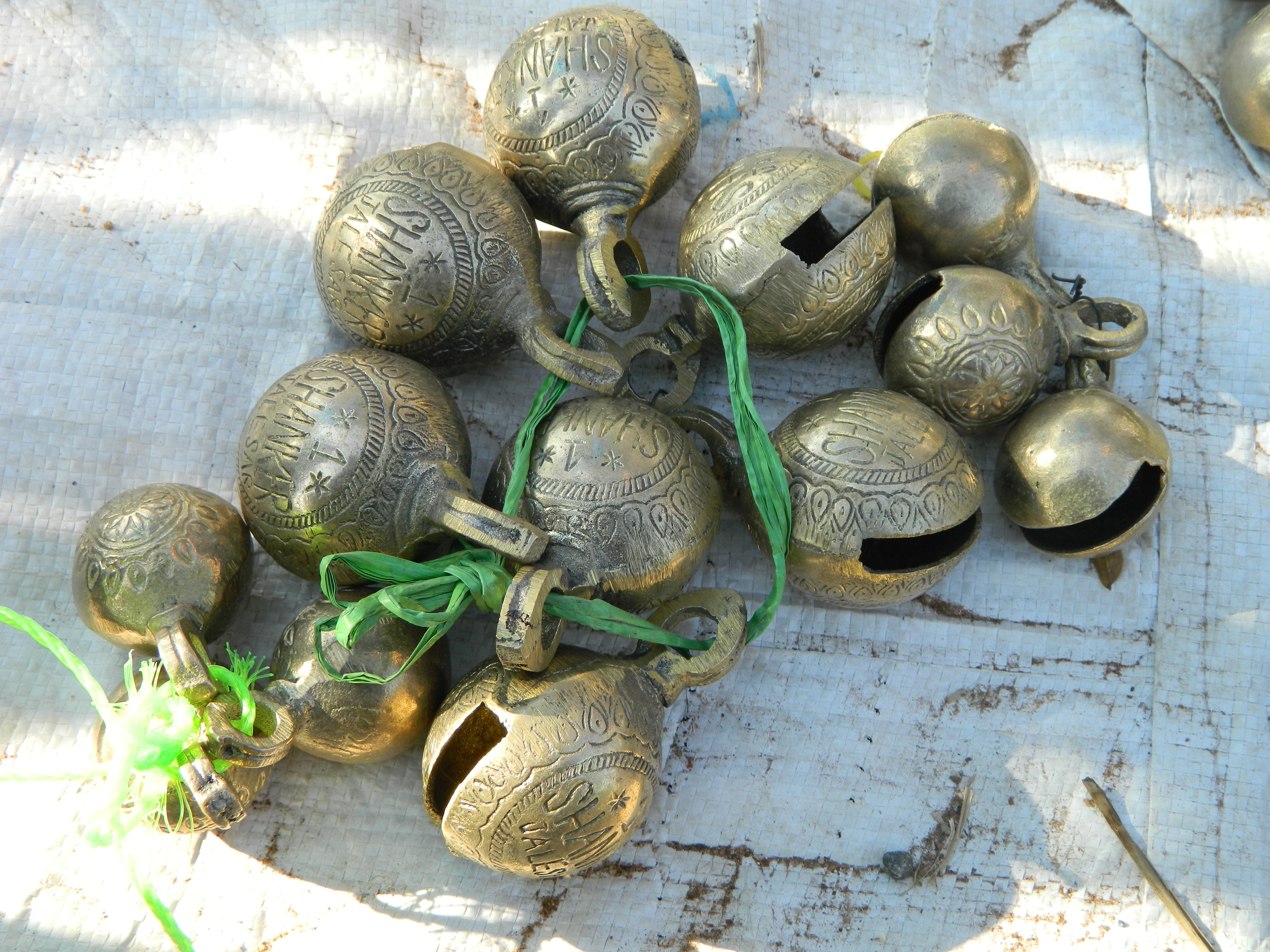
Mosiężne Dzwonki pasterskie (Indie)
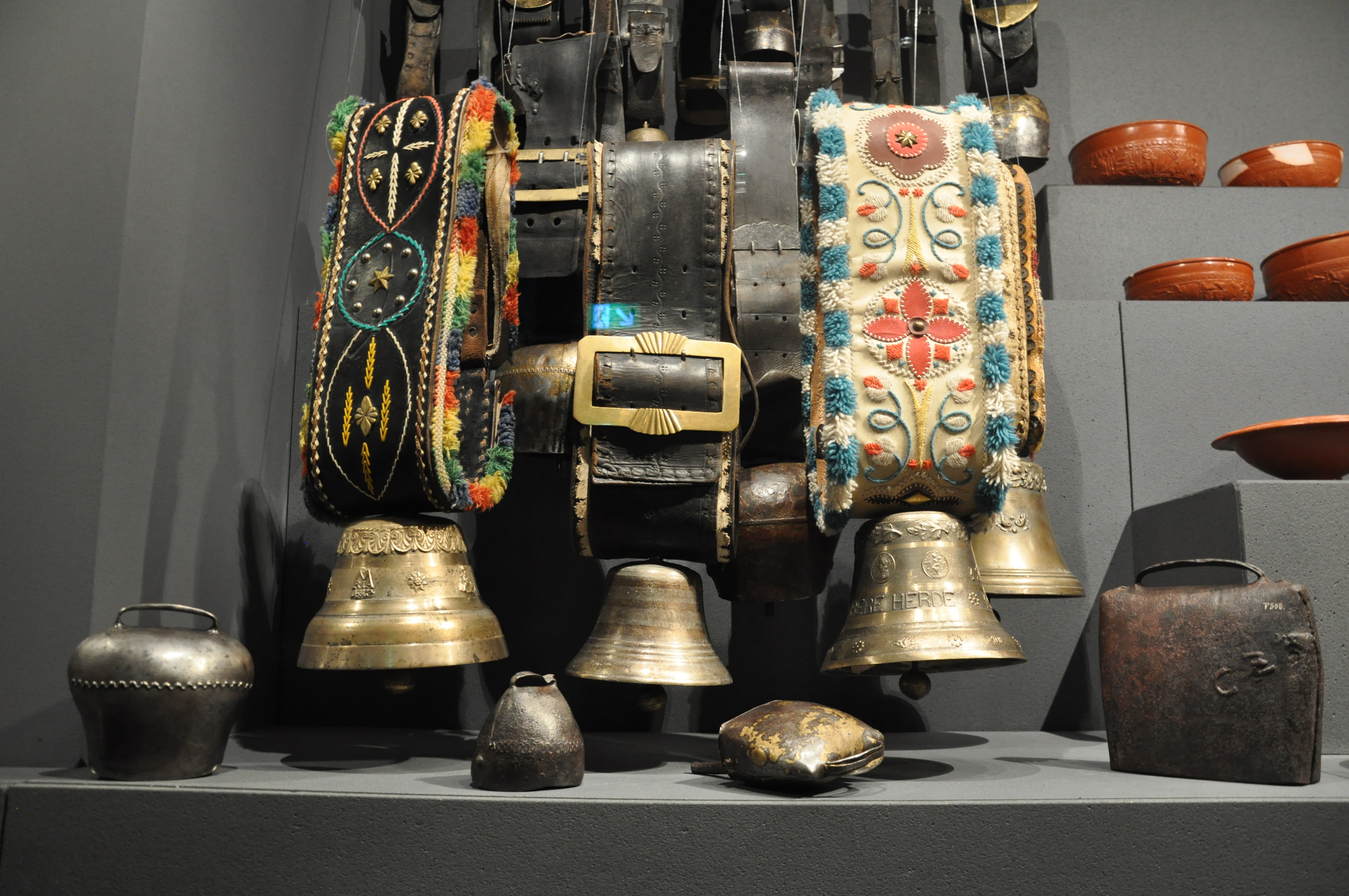
Dzwonki pasterskie (Austria)
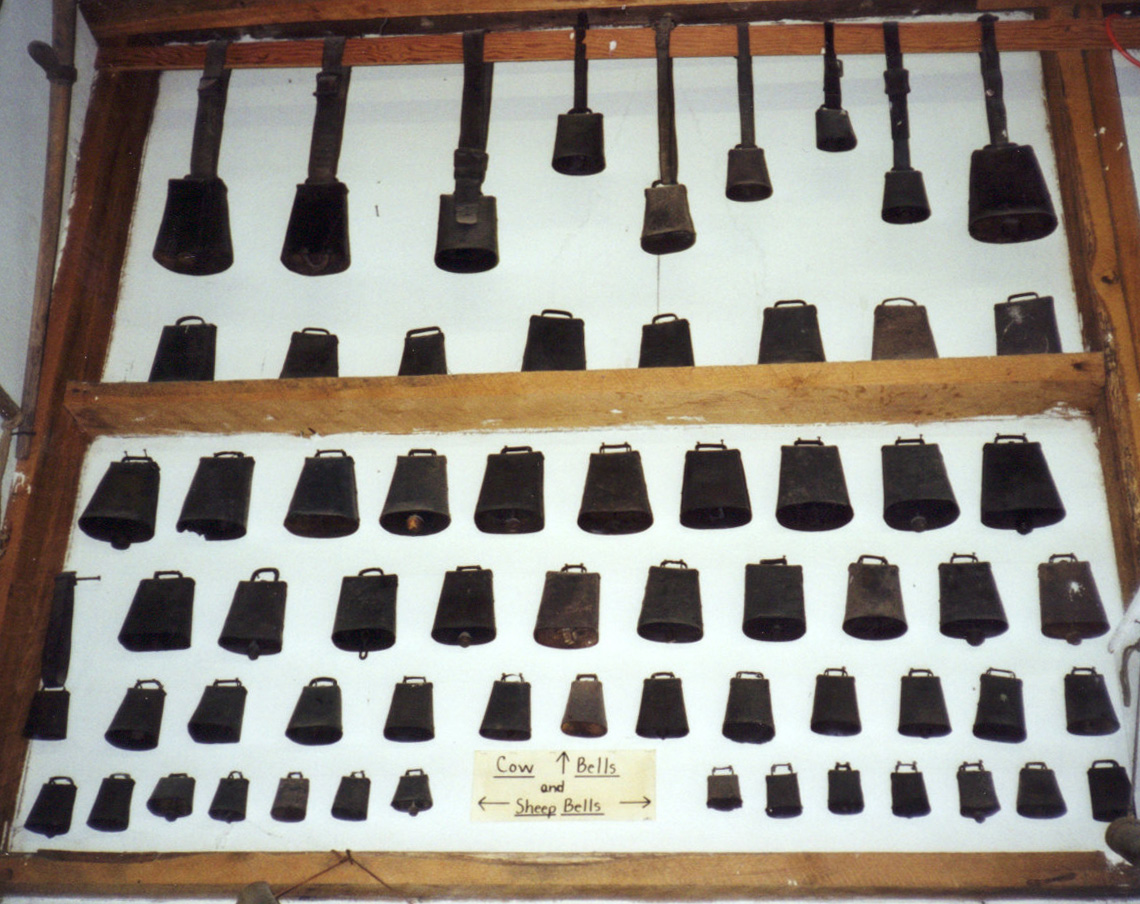
Dzwonki pasterskie (Włochy)
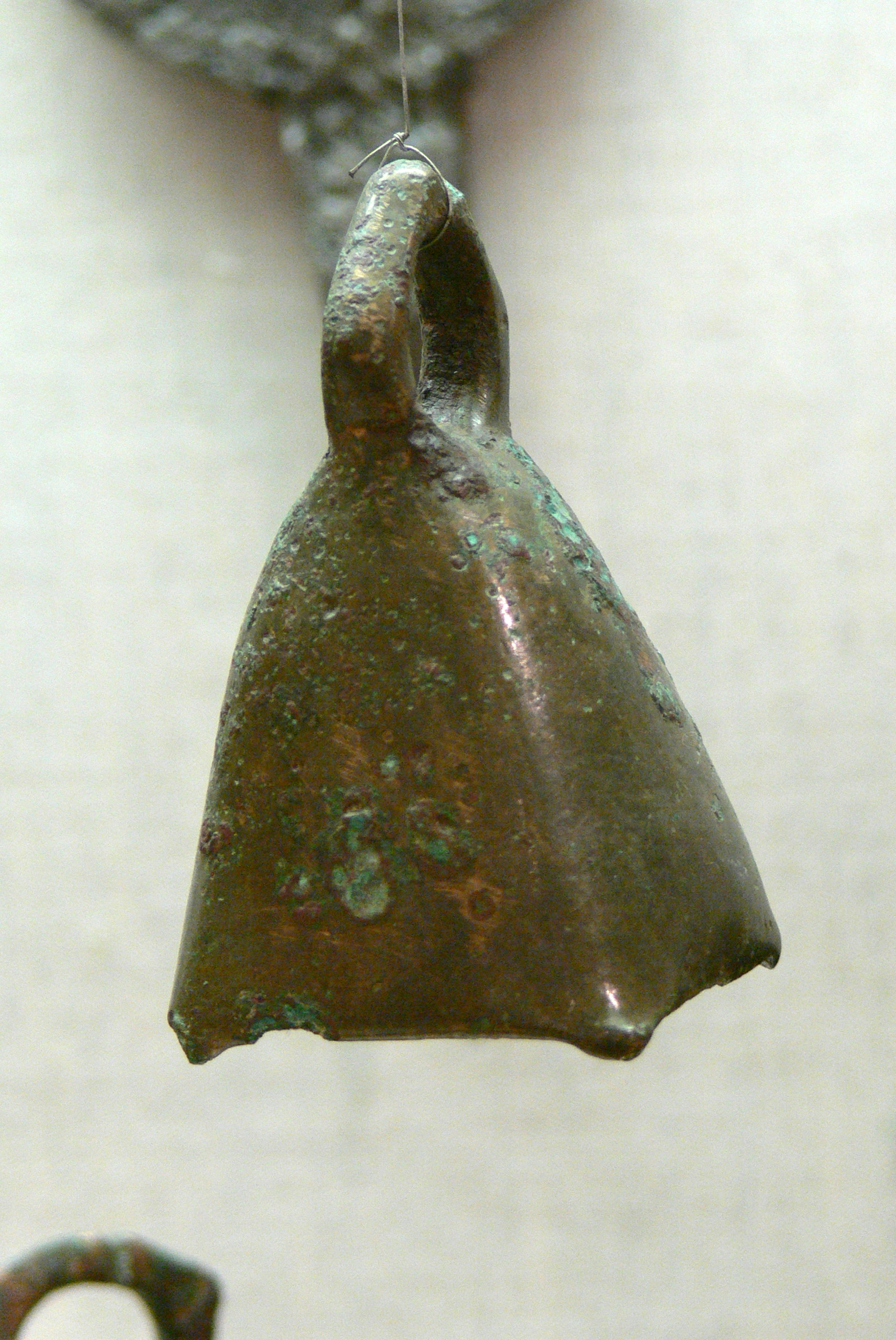
Starożytny rzymski dzwonek
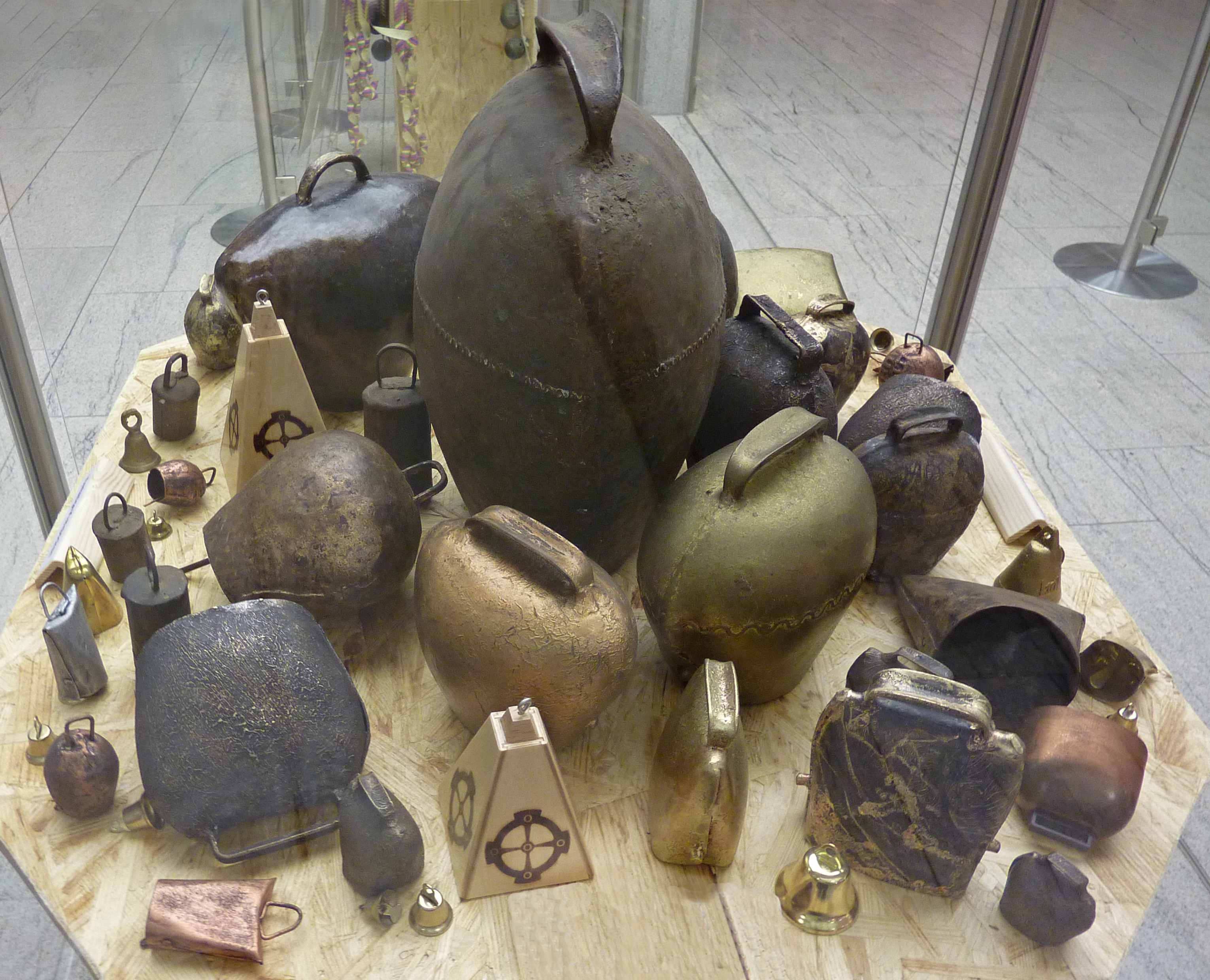
Dzwonki pasterskie (Niemcy)
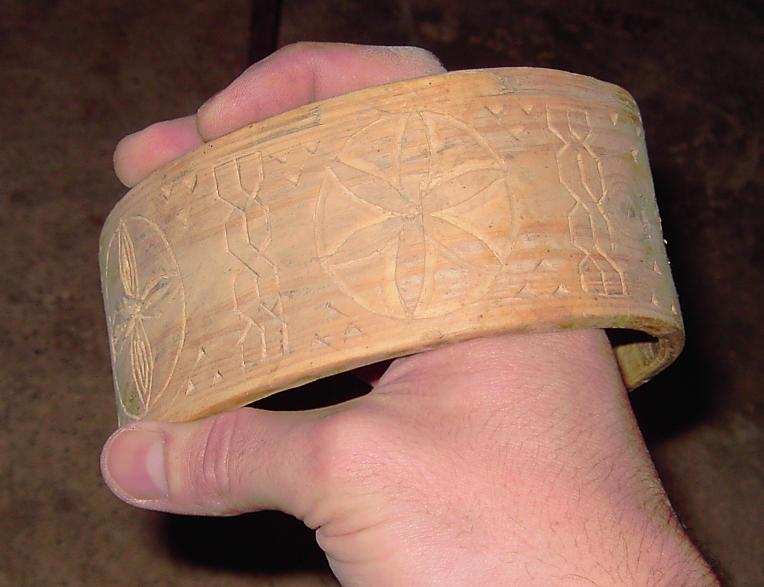
Drewniana obroża (Hiszpania)
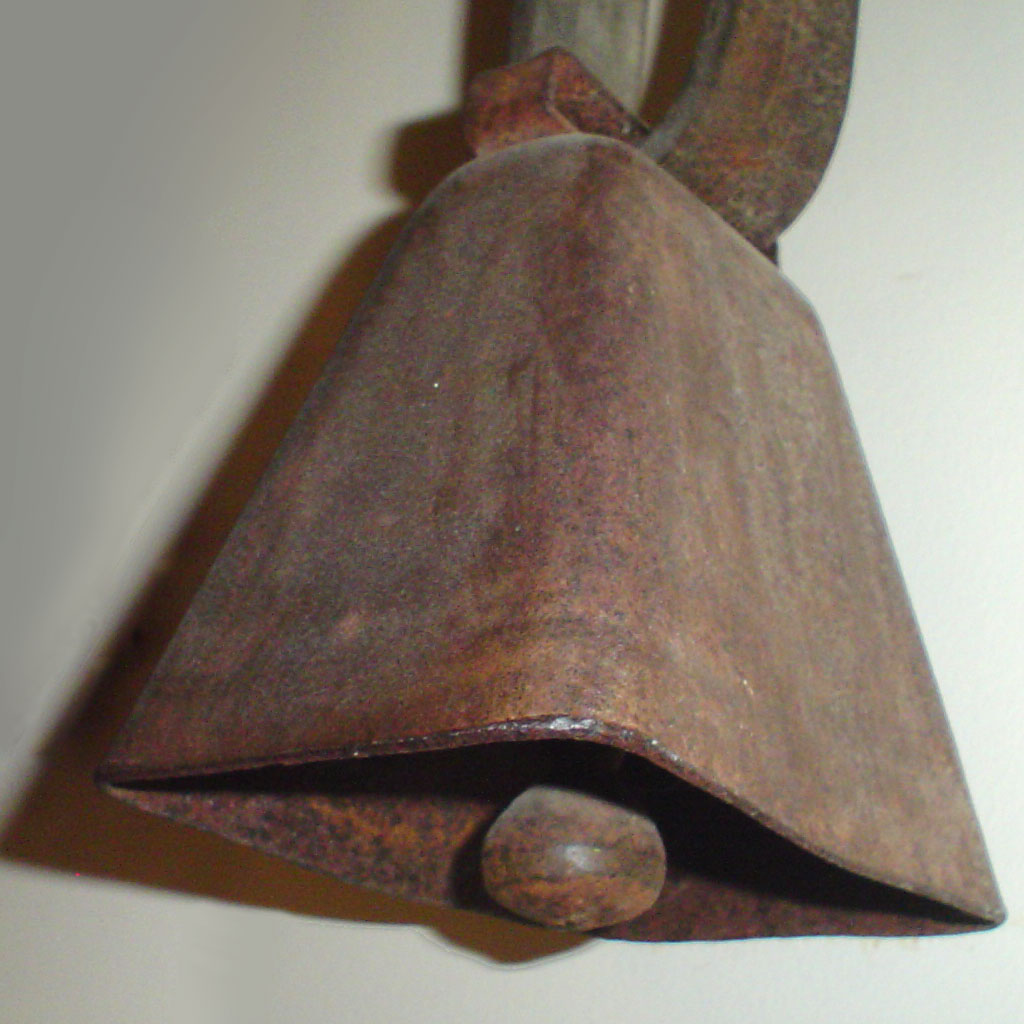
Żelazny dzwonek pasterski
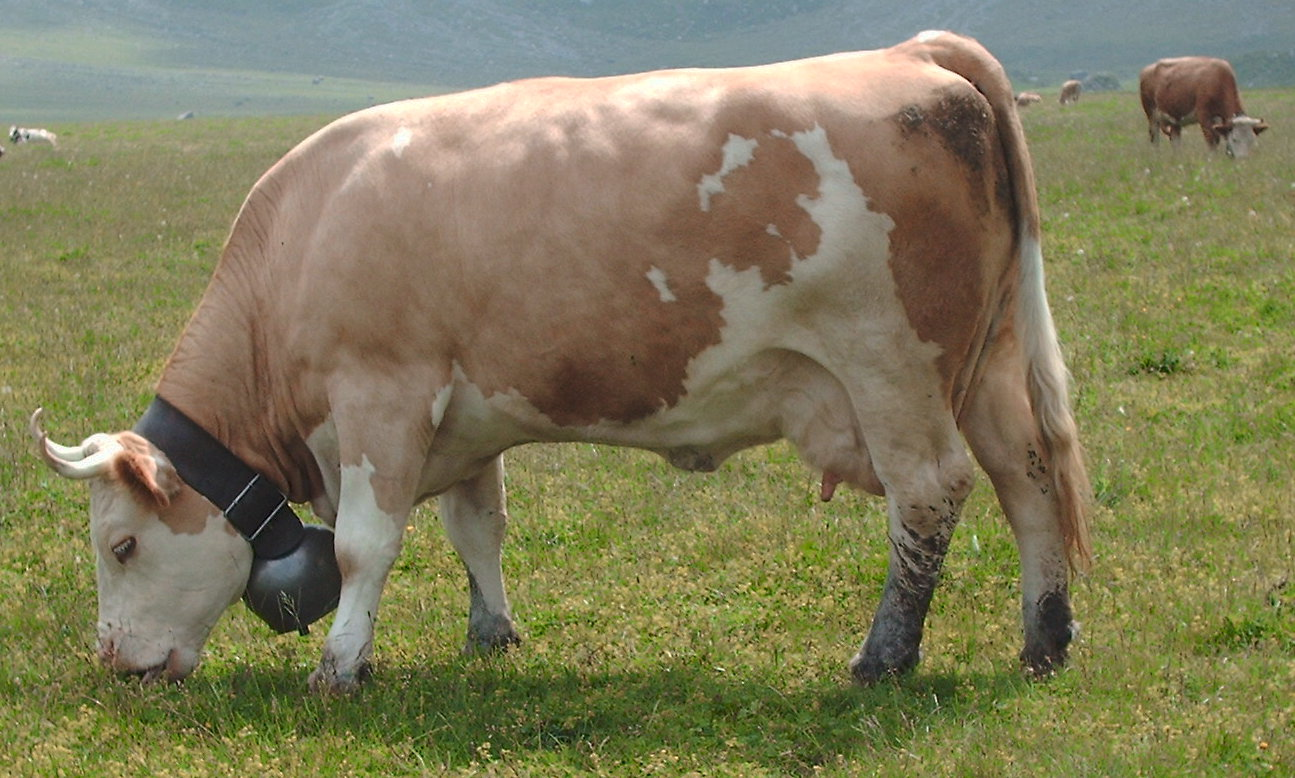
Krowa z dzwonkiem typu Trychel
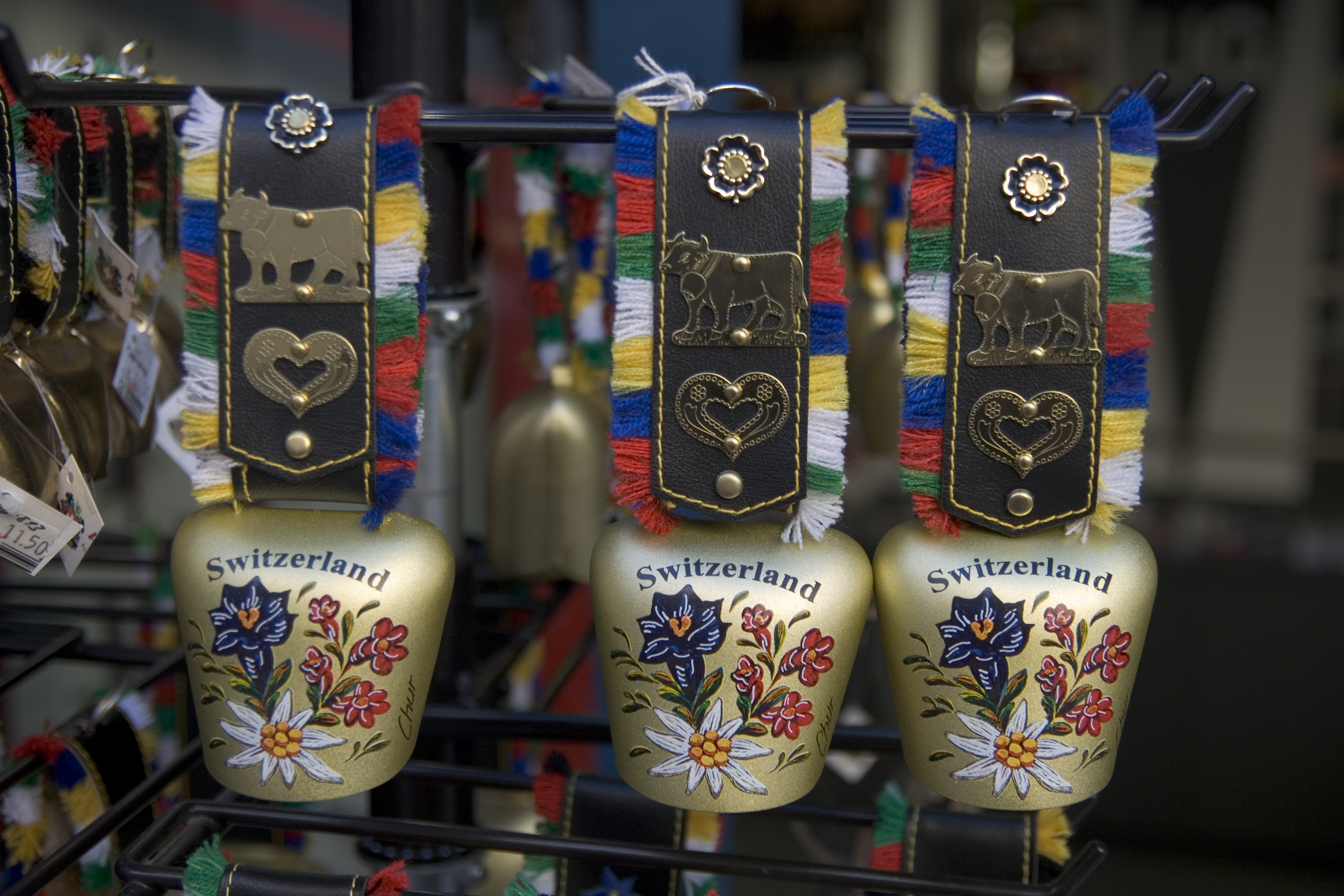
Szwajcarskie dzwonki pasterskie – pamiątki